# Tetraliidae
De Tetraliidae is een familie uit de superfamilie Trapezioidea van de infraorde krabben (Brachyura).

## Systematiek
De Tetraliidae omvat volgende geslachten: 
- Tetralia  Dana, 1851
- Tetraloides  Galil, 1986

### Uitgestorven
- Uvonhachtia Schallreuter, 1988 †